# Jet Li
Li Lien-ťie (čínsky pchin-jinem Lǐ Liánjié, znaky zjednodušené 李连杰, * 26. dubna 1963, Peking), známý pod uměleckým jménem Jet Li, je čínský filmový herec, mistr bojových umění a wu-šu, který v současné době žije v Singapuru.
Po třech letech intenzivního tréninku s Wu Pinem Li vyhrál první národní mistrovství za pekingský Wushu Team. V 17 letech s wu-šu skončil a dal se na dráhu herce. Debutoval ve filmu Klášter Shaolin (1982). Proslavily ho uznávané epické filmy s tematikou bojového umění, především série Wong Fei-hung (Once Upon A Time In China), v níž ztvárnil národního hrdinu Wong Fei Hunga. V Hollywoodu se poprvé představil jako darebák v Smrtonosné zbrani 4 (1998), své první hlavní role se dočkal ve snímku Romeo musí zemřít (2000). Zazářil v mnoha hollywoodských akčních filmech, v poslední době hrál např. po boku Jackie Chana ve snímku Zakázané království (The Forbidden Kingdom) (2008) či Brendana Frasera ve třetím pokračování Mumie – Mumie: Hrob Dračího císaře (2008), kde ztvárnil hlavní zápornou postavu. V roce 2010 se v kinech objevil ve filmu The Expendables (Postradatelní) spolu s řadou dalších slavných akčních hvězd (Sylvester Stallone, který film také režíruje, Jason Statham, Dolph Lundgren, Eric Roberts, Mickey Rourke, Arnold Schwarzenegger, Bruce Willis). Stejnou roli si zahrál i v druhém díle Postradatelných, kde se navíc objevili i Jean-Claude van Damme a Chuck Norris.